# ديفيد جيمس ووكر
ديفيد جيمس ووكر (بالإنجليزية: David James Walker)‏ هو سياسي كندي، ولد في 10 مايو 1905 في تورونتو في كندا، وتوفي في 28 نوفمبر 1995. حزبياً، نشط في الحزب الكندي التقدمي المحافظ. وقد انتخب عضو مجلس الشيوخ الكندي وانتخب عضو مجلس العموم الكندي.